# Whorlton (Yorkshire du Nord)
Whorlton est un village et une paroisse civile du Yorkshire du Nord, en Angleterre.